# Las Vegas 51s
De Las Vegas Aviators is een Minor league baseballteam uit de buitenwijk Las Vegas in Summerlin, Nevada. Ze spelen in de Southern Division van de Pacific Conference van de Pacific Coast League. Hun stadion heet Las Vegas Ballpark. Ze zijn verwant aan de Oakland Athletics.

## Vroegere namen
- Portland Beavers: 1919 - 1972 (niet de Portland Beavers die nog in de league spelen)
- Spokane Indians: 1973 - 1982
- Las Vegas Stars: 1983 - 2000
- Las Vegas 51s: 2001 - 2018
- Las Vegas Aviators: 2019 - heden

## Titels
De Aviators zijn twee keer kampioen van de Pacific Coast League geweest: in 1986 en 1988.